# 宇都宮市立桜小学校
宇都宮市立桜小学校（うつのみやしりつ さくらしょうがっこう）は、栃木県宇都宮市桜三丁目に位置する公立の小学校である。

## 沿革
- 1949年（昭和24年）
  - 4月 - 同年栃木県立宇都宮女子高等学校に統合された市立宇都宮高等学校跡地に開校
    - 学区のうち大寛町は、従来宇都宮市立西原小学校学区であったが、栃木県立宇都宮女子高等学校の校門を境に、以南を西原小学校、以北を桜小学校と分割された[2]。

  - 7月 - 学校給食開始[3]

## 通学区域
宇都宮市
- 一ノ沢町の一部
- 一の沢1丁目，一の沢2丁目の一部
- 北一の沢町の一部
- 材木町の一部
- 桜1丁目 - 3丁目，桜4丁目の一部，桜5丁目
- 大寛1丁目の一部，大寛2丁目の一部
- 鶴田町の一部
- 中一の沢町
- 西一の沢町
- 西大寛1丁目 - 2丁目
- 南一の沢町
- 睦町の一部
- 陽西町

## アクセス
- JR宇都宮駅より関東自動車の路線バス陽西通り経由鶴田行で「桜小学校前」下車すぐ